# Администрация главы Республики Ингушетия
Администрация главы Республики Ингушетия (ингуш. Гӏалгӏай Республика Мехкдаь Лакха Цӏа) — государственный орган, обеспечивающий деятельность главы Республики Ингушетия и контролирующий исполнение его поручений и решений. Формируется в соответствии с Конституцией Республики Ингушетия. Размещается в Президентском дворце в Магасе.

## История
4 октября 1992 года представители Верховного Совета, президента РФ и рабочая группа представителей федеральных министерств и ведомств в Ингушской Республике приняли решение о создании Временной администрации на период формирования высших органов государственной власти и управления в Ингушетии.
2 ноября 1992 года Указом президента РФ на территории Ингушской Республики было введено чрезвычайное положение и в качестве особой формы управления создана Временная администрация. 11 ноября 1992 года Указом президента РФ за № 1346 утверждается Положение о Временной администрации. С этого времени на период действия чрезвычайного положения и в условиях отсутствия в Ингушской Республике конституционных органов власти и управления, фактическое руководство и управление на её территория осуществляла Временная администрация, в лице её главы и иных уполномоченных должностных лиц.
28 февраля 1993 года проведены выборы президента Ингушской Республики, на которых ингушским народом был выдвинут только один кандидат — генерал-майор Руслан Султанович Аушев. Получив в ходе голосования поддержку 99,94 процента голосов избирателей, Руслан Аушев стал первым президентом Ингушетии.

## Руководители
- Евлоев Зялимхан Султанхамидович
- Гойгов Асхаб Абдурахманович
- Хашегульгов Башир Мухарбекович
- Хашагульгов Башир Умарович
- Яндиев Магомет Исаевич
- Дикажев Мухарбек Магомедгиреевич
- Оздоев Джамбулат Эдалгиреевич
- Мархиев Анзор Загирович